# Polarkavle
Polarkavle (Alopecurus magellanicus) är en gräsart som beskrevs av Jean-Baptiste de Lamarck. Enligt Catalogue of Life ingår Polarkavle i släktet kavlen och familjen gräs, men enligt Dyntaxa är tillhörigheten istället släktet kavlen och familjen gräs. Arten förekommer tillfälligt i Sverige, men reproducerar sig inte. Inga underarter finns listade i Catalogue of Life.